# Emilram Cossío
Emilram Cossío Palacios (Lima, 14 de enero de 1981) es un actor y humorista peruano de cine, teatro y televisión.

## Carrera
Conocidos como uno de los mejores actores peruanos Emilram Cossío Palacios actuó en muchas películas como en No se lo digas a nadie, en 1998, también participó en la novela Tribus de la Calle. El año siguiente participó en Pantaleón y las visitadoras.
En 2004 interpretó a "El Nene" en la miniserie Misterio. Seguidamente actuó en Lobos de mar, como Anguila.
En 2008 actuó en a obra de teatro La Chunga, y en la miniserie Chapulín, el dulce.
En 2009 participó en la laureada cinta de Javier Fuentes-León, Contracorriente.
En 2011 actuó en la película El guachimán, la miniserie La fuerza, en la obra Por accidente y seguidamente en la telenovela Corazón de fuego de ATV HD. 
En teatro en 2012  actuó en La ciudad y los perros—adaptación del libro de Mario Vargas Llosa—como Serrano Cava. Cossío junto con el elenco de la obra viajó a inicios del año siguiente a Santiago de Chile para participar en el Festival Santiago a Mil. 
En ese mismo año actuó en la serie Al fondo hay sitio como Celedonio Pampañaupa, sobrino de Emiliano (Tulio Loza) y Chabela (Ofelia Lazo) Pampañaupa, llegado desde Abancay para enamorar a Grace González (Mayra Couto). Con el avance de la serie, ejerció como guachimán de las Lomas, teniendo como jefe a Félix Panduro (Carlos Solano). Sin embargo, esta vez tampoco tuvo la suerte suficiente como para conquistar a Grace, personaje que considera su eterno amor.

## Filmografía

### Películas
- No se lo digas a nadie (1998) como Dioni
- Pantaleón y las visitadoras (1999) como Soldado de Confesionario
- Paloma de papel (2003) como Osman
- Doble juego (2004) como Wilson
- Esperanza (2004) Corto, como Estudiante
- Contracorriente (2009) como Pato
- El guachimán (2011) como Veneno
- La última noticia (2015) como José
- Así nomás (2016)
- La hora final (2017)
- La luz en el cerro (2017) como el Chino
- Aj Zombies! (2017) como Felipe Torres
- Margarita 2 (2018) como Iván
- Django: sangre de mi sangre (2018) como Morote
- Once machos 2 (2019) como Tomazito
- Papá Youtuber (2019) como Taquito
- La foquita, el 10 de la calle (2020) como Manuel Castillo
- Rómulo y Julita (2020) como Benito
- La banda presidencial (2022)
- Huesera (2022) como Ginecólogo
- ¡Asu mare! Los amigos (2023) como Poroto

### Televisión
- Tribus de la Calle (1996) Chacal
- Soledad (2001) Interno de medicina
- Que Buena Raza (2002) "Juan Paredes" "Juancho"
- Misterio (2004) como "El Nene".
- Lobos de mar (2005) como Anguila.
- Camino a casa (2006)
- Golpe a golpe (2007) como "El Nene".
- Chapulín, el dulce (2008) como Jaime Moreira.
- Los del barrio (2008) como "Ervin".
- Dina Paucar el sueño continua (2008) como Rubén Sánchez.
- Puro corazón: la historia del Grupo 5 (2010) como Elmer Yaipén Uypán.
- Chico de mi barrio (2010) como "El Nene".
- La fuerza (2011) como El cabo Pérez.
- Corazón de fuego (2011-2012) como Esteban Zárate.
- Al fondo hay sitio (2012) como Celedonio Pampañaupa.
- Derecho de familia (2013), 1 episodio como Darwin.
- 7 perros (2014) como Oro.
- Amores que matan (2016) como José Ep. "Él interrogatorio I" / Felipe Ep. "Las hermanas". (Roles antagónicos)
- Valiente amor (2016) como Rodolfo León.
- Cumbia Pop (2018) como Gerardo Flores.
- Ojitos hechiceros (2018-2019) como Nelson López Gavilán.
- Señores Papis (2019) como Carmelo Soto.
- Chapa tu combi (2019-2020) como Donald Rubio. (Rol Antagónico)
- La rosa de Guadalupe Perú (2020)
- La otra orilla (2020) como Román.
- Mi vida sin ti (2020) como Pericles Infante. (Rol Antagónico)
- Dos hermanas (2020) como Adrián Seminario.
- Luz de Luna (2021) como Roberto Salvador Zárate.
- Contigo capitán (2022) como Edwin Oviedo.
- Perdóname (2023) como Samuel Acosta. (Rol Antagónico)
- Tu nombre y el mío (2024) como Jorge Darío «el Chacal» Ayala. (Rol Antagónico)

## Teatro
- Un misterio, una pasión (2004) como "El Nene".
- La Chunga (2008) como El mono.
- La puerta del cielo (2010) como Manuel (joven).
- Los últimos días de Judas Iscariote (2011) como Simón El Zelote.
- Por accidente (2011) como Richard.
- La ciudad y los perros (2012) como Serrano Cava.
- 12 hombres en pugna (2013)
- Ricardo III (2013)
- La Cautiva (2014)
- Full Monty (2016) como Eddie
- Mucho Ruido Por Nada (2016) como Margarita
- Billy Elliot- El Musical (2018) como el Mr. Braithwaite
- Renata y los Fantasma Buuu (2018)
- Pantaleón y las Visitadoras- El Musical (2019) como El Sinchi